# Mladen Baraković
Mladen Baraković (* 3. August 1950 in Zagreb; † 24. Januar 2021) war ein kroatischer (zuvor jugoslawischer) Jazzmusiker (Kontrabass).

## Wirken
Baraković absolvierte das Vatroslav-Lisinski-Gymnasium und die Musikschule in seiner Geburtsstadt. Er begann Mitte der 1960er Jahre Rockmusik zu machen, er spielte unter anderem gemeinsam mit Krunoslav Slabinac in den Amateurbands Dječaci und Vizije. Nach Abschluss seines Militärdienstes wurde er in der Jazzmusik aktiv und begann neben der Bassgitarre den Kontrabass zu spielen. 
Mit dem Quartett von Stjepan Mihaljinec begleitete er Arsen Dedić; überdies gehörte er zeitweise zur Fusionband Time. Von 1993 bis 2003 war er Mitglied der Big Band des Kroatischen Rundfunks. Er begleitete Musiker wie z. B. Kai Winding, Ursula May, Michal Urbaniak, Giorgio Garagnani, Pepino Principe, Csaba Deseő, Ron Ringwood und andere. Baraković ist als Studiomusiker an der Einspielung zahlreicher Alben beteiligt. Als festes Mitglied des Boilers Quartetts ist er auf dessen Alben Some Blues, Abstract Light und St. Miles Infirmary zu hören. Daneben arbeitete er mit Boško Petrović zusammen sowie mit den Boilers All Stars, mit denen er das Album That’s It aufnahm. Mit dem Trio von Matija Dedić begleitete er Gabi Novak. Der Gitarrist Damir Dičić holte ihn in das Jazz Art Kvartet. Langjährig war er als Musiker am Zagreber Komedija-Theater tätig. Er war mehrfacher Träger der Auszeichnung der Kroatischen Musikerunion für den besten Kontrabassisten.